# Pardo (ethnie)
Au Brésil, le terme pardo désigne l'un des cinq groupes ethniques officiellement recensés. Il s'agit d'une nomenclature officielle, proposée par l'Institut brésilien de géographie et de statistiques, et ne correspond pas à un usage quotidien.
Le terme pardo peut être traduit par métis, mais il ne correspond qu'à une définition déclarative lors des recensements, et les personnes choisissant de se définir ainsi peuvent être très différentes d'un point de vue anthropologique.
Les pardos constituent statistiquement le premier groupe ethnique du Brésil, avec 47% de la population.

## Définition
Le terme pardo ne correspond pas à un usage historique ni courant, mais est un terme technique forgé à des fins statistiques par l'Institut brésilien de géographie et de statistiques. La réponse fournie par la personne recensée est déclarative et ne correspond donc qu'au ressenti de celle-ci.
Le terme « pardo » recouvre ainsi toutes les nuances de couleur et de métissage entre « blanc » et « noir ».
Le terme est généralement traduit en français par métis,.

## Quotas
L'application de quotas ethniques au Brésil se fait principalement au profit des « noirs », cette politique discriminant parfois du même coup les personnes s'identifiant comme « pardo »,.
Néanmoins, le basculement de la majorité étudiante en 2018, 50,3 % des étudiants étant désormais « noirs ou métis », est considéré comme une avancée, les observateurs estimant que les personnes métisses font partie de la population jusqu'alors discriminée.